# Etiopie na Letních olympijských hrách 1992
Etiopie se účastnila Letní olympiády 1992 ve španělské Barceloně ve dvou sportech.

## Medailisté
| Medaile | Jméno           | Sport    | Soutěž               |
| ------- | --------------- | -------- | -------------------- |
| Zlato   | Derartu Tuluová | Atletika | Ženy běh na 10 000 m |
| Bronz   | Addis Abebe     | Atletika | Muži běh na 10 000 m |
| Bronz   | Fita Bayissa    | Atletika | Muži běh na 5 000 m  |